# Gabriel Barba
Gabriel Bernardo Barba (ur. 24 kwietnia 1964 w Morón) – argentyński duchowny katolicki, biskup San Luis od 2020.

## Życiorys

### Prezbiterat
Święcenia kapłańskie otrzymał 12 sierpnia 1989 i został początkowo inkardynowany do diecezji Morón. Pracował w niej głównie jako duszpasterz parafialny oraz jako sekretarz wikariusza biskupiego. W 1997 uzyskał inkardynację do nowo powstałej diecezji Merlo-Moreno i został kanclerzem tworzącej się kurii. W 2006 objął funkcję prowikariusza, a rok później wikariusza generalnego diecezji.

### Episkopat
19 grudnia 2013 papież Franciszek mianował go biskupem diecezji Gregorio de Laferrère. Sakry udzielił mu 1 marca 2014 biskup Juan Horacio Suárez.
9 czerwca 2020 został mianowany biskupem ordynariuszem San Luis. 